# Juan Rico i Amat
Juan Rico i Amat   (Elda, 29 d'agost de 1821 - Madrid, 19 de novembre de 1870) va ser un poeta, historiador polític, periodista, dramaturg i jurista valencià.

## Biografia
Era fill d'un gran terratinent i advocat d'Elda, Pedro Rico. La seua mare Josefa Amat, segons Emilio Castelar, era carlista i públicament es manifestava així. El seu germà, Pedro, va ser nomenat bisbe de Guadix, però va morir abans de prendre possessió, en 1842. Juan va estudiar a Asp latinidad i humanitats fins a 1835. Va marxar amb catorze anys (1836) a Madrid, on va ser acollit i protegit pel seu germà el sacerdot Pedro, i va estudiar a la Universitat Central Filosofia i Dret Civil i Canònic, llicenciant-se com a advocat el 8 de febrer de 1844, dos anys després de la mort del seu germà. Fins llavors havia dirigit el periòdic madrileny La Esmeralda i col·laborat en La Ilustración Española (1843-1844), que en 1845 va dirigir, i va publicar Poesias serias y satíricas (1842), amb pròleg de Juan Eugenio Hartzenbusch i Quadres de costums (1844). No hi ha cap dubte que la seua carrera va ser encoratjada i protegida pels Moderats: va ocupar el lloc de Conseller provincial d'Alacant en 1845 i va ser corregidor i cap polític del districte d'Alcoi des de 1847 a 1850, on va redactar una Ambaixada de moros a cristians per a les seues festes que encara es representa en l'actualitat.
En 1848 la reina Isabel II el va anomenar secretari honorari per Reial decret de 30 de juny del mateix any i en 1849 li va concedir el títol de comendador de l'Ordre d'Isabel la Catòlica. Reial decret de 2 de juny de 1849. Este mateix any va ser secretari del Govern Civil de Saragossa i en 1854 ho va ser de Barcelona. Després de la revolució de juliol va escriure per entregues un humorístic, però també amarg i sarcàstic Diccionari dels polítics. Veritable sentit de les veus i frases més usuals entre els mateixos, escrit per divertiment dels quals ja ho han estat i ensenyament dels quals encara volen ser-ho que després seria imprès com a llibre en 1855. Per mostrar un exemple de les seues iròniques definicions, es pot copiar ací una part de la que dona a "Socialisme":
Com a natural conseqüència del Socialisme desapareixeran els rics i els pobres, ja que els capitals seran iguals i, quan algun soci avance i augmente el seu a força de treball i d'indústria, vindrà l'equilibrador Socialisme i li prendrà els seus augments per reposar el capital del que desmembró el seu pels seus vicis i ganduleria. I amb tan magnífic sistema el gandul caminarà gros i ben vestit i el treballador nu i extenuat, i uns treballaran perquè mengen uns altres i uns altres menjaran perquè uns treballen, i en les tendes es donaran de franc els gèneres al que els necessite, i en les fondes i cafès no portaran res pel que es consumeix i no es pagarà res als teatres i tots els socis estaran contents i molts d'ells moriran de felicitat. Diuen els partidaris del Socialisme que la propietat és un robatori i ells, per castigar els lladres propietaris, volen apoderar-se de les seves propietats.
Més important sembla una posterior Història política i parlamentària d'Espanya (1860-1861) en tres volums que ho va acreditar com a historiador; el primer volum està consagrat a les Corts de Cadis; el segon, a les del Trienni Liberal 1820-1823; el tercer, a les de 1836-1853.
Monàrquic d'idees conservadores, admirador del liberalisme doctrinario francès (Pierre-Paul Royer-Collard, François Guizot, Albert de Broglie) i espanyol (Andrés Borrego, Donoso Cortès) i liberal doctrinario ell mateix, va fundar en 1867 el periòdic La Farsa i en aquest mateix any va ser nomenat secretari del Govern Civil de la seva província natal, Alacant; durant la revolució de 1868 va dirigir El Noticiero d'Espanya i després va crear un altre periòdic en la mateixa línia que La Farsa anomenat El Quixot, del que va arribar a treure 42 números; en tots dos ridiculitzava als progressistes revolucionaris. A causa del Quixot va ser perseguit per la Partida de la porra que dirigia el progressista Felipe Ducazcal i Lasheras; la Partida va destrossar la redacció del periòdic i ell va haver de fugir a Elda, tornant a Madrid mesos després; molts teatres madrilenys no es van atrevir a representar la seva sarsuela L'infern amb honra. Sarsuela bufo-polític-moral que havia compost durant la seva estada a Elda per por de les represàlies d'aquest grup i que resulta ser una tremenda sàtira contra la Revolució de 1868. Va tenir en els seus últims anys una tertúlia en el cafè madrileny La Iberia i va morir d'un col·lapse el 19 de novembre de 1870.
Va ser amic de Manuel Ossorio i Bernard i va deixar una creació literària estimable i important que li va fer mereixedor d'un lloc en la història de la literatura espanyola del segle xix i de la reedició, cent anys després de la seva mort, d'algunes de les seves obres com el Diccionari dels polítics, reimprès el 1976, amb la volta de la democràcia i amb ella la de partits i personatges polítics. En el seu teatre comença conreant la comèdia moral i acaba amb una sarsuela reaccionària.

## Obra

### Història, política i lleis
- Jurisprudència administrativa. Col·lecció de les competències informades fins al dia pel consell real i resoltes per s. m., ordenades i comentades, amb diversos discursos sobre els diferents punts d'administració que comprenen, 1847.
- Diccionari dels polítics. Veritable sentit de les veus i frases més usuals entre els mateixos, escrit per divertimiento dels quals ja ho han estat i ensenyament dels quals encara volen ser-ho 1855, reimprès modernament a Madrid: Narcea S. a., 1976.
- Història política i parlamentària d'Espanya. Des dels temps primitius fins als nostres dies 1860-1861, tres vols.
- El llibre dels diputats i senadors. Judici crític dels oradors més notables des de les Corts de Cadis fins als nostres dies amb la inserció íntegra del millor discurs que cadascun d'ells ha pronunciat. (Segona part d'Història política i parlamentària d'Espanya), 4 vols., 1863-1868.
- La unitat catòlica. Biografies i discursos dels diputats catòlics que han pres part als debats sobre la qüestió religiosa en les corts de 1869 1869. Va haver-hi una segona edició pòstuma amb el títol lleugerament canviat: El govern carlista el que és en teoria i pràctica. Biografies i discursos dels diputats catòlics que han pres part als debats sobre la qüestió religiosa en les corts constituents de 1869, 1873.

### Teatre
- Conspirar amb bona sort. Estrenada el 10 d'octubre de 1847 en el Teatre Principal d'Alacant, impresa en 1853.
- Misteris de Palacio, 1852.
- Amb bona sort, 1853.
- Costums polítics 1855.
- L'escola de les mares 1859.
- Viure sobre el país 1863.
- El món per dins 1863.
- La bellesa de l'ànima 1864.
- El dimecres!!! 1864.
- L'infern amb honra, sarsuela, publicada en 1870.

### Lírica
- Poesies serioses i satíriques (1842)
- Treballs literaris i poètics en l'"Almanac Il·lustrat i Llibre de Memòries", Alcoi: Imp. de José Martí, 1864.
- Llàgrimes d'Espanya pel tràgic succés ocorregut en el Real Palacio el 2 de febrer de 1852, Madrid, 1852.
- A.S. M. La Reina Isabel II al seu enllaç
- A.S:A: L'Infant Don Francisco d'Assís
- La perla del serrallo

### Altres obres
- Quadres de costums (1844)
- El castell d'Elda, novel·la publicada per lliuraments en La Il·lustració Espanyola de Madrid entre 1843 i 1844.
- Guarir l'amor amb sangoneres (1842), narració curta.

Per a alguns biògrafs de Rico i Amat i experts en poesia, l'obra atribuïda durant anys a José d'Espronceda, La desesperació pertany a l'alacantí.